# Sent Jan de Ceba
Sent Jan de Ceba (en francès Saint-Jean-de-Valériscle) és un municipi francès situat al departament del Gard i a la regió d'Occitània.